# Schweizer Fussballnationalmannschaft/Olympische Spiele
Die Schweizer Fussballnationalmannschaft nahm erstmals 1924 an den Olympischen Spielen in Paris teil und konnte dort die Silbermedaille gewinnen. Dies ist der bisher grösste Erfolg für den Schweizer Fussball. Vier Jahre später in Amsterdam schied die Mannschaft dagegen bereits in der Vorrunde aus. Danach nahm die A-Nationalmannschaft nicht mehr teil und auch die Amateur-Mannschaft konnte sich nie qualifizieren.
An den Spielen 2012 in London nahm erstmals wieder eine Schweizer Mannschaft teil, die sich durch den zweiten Platz bei der U-21-Fussball-Europameisterschaft 2011 qualifizieren konnte.

## Ergebnisse bei Olympischen Spielen

### 1924
- Olympische Spiele in Paris:
  - 25. Mai 1924: Vorrunde: Schweiz – Litauen 9:0 (Stade Pershing)
  - 29. Mai 1924: Achtelfinale: Schweiz – Tschechoslowakei 1:1 n. V. (Stade Bergeyre)
  - 30. Mai 1924: Achtelfinale/Wiederholungsspiel: Schweiz – Tschechoslowakei 1:0 (Stade Bergeyre)
  - 2. Juni 1924: Viertelfinale: Schweiz – Italien 2:1 (Stade Bergeyre)
  - 6. Juni 1924: Halbfinale: Schweiz – Schweden 2:1 (Stade de Colombes)
  - 9. Juni 1924: Finale: Uruguay – Schweiz 3:0 (Stade de Colombes)

### 1928
- Olympische Spiele in Amsterdam:
  - 28. Mai 1928: Achtelfinale: Deutsches Reich – Schweiz 4:0 (Olympiastadion)

### 1936
- Nicht teilgenommen.

### 1948
- Nicht teilgenommen.

### 1952
- Nicht teilgenommen.

### 1956
- Nicht teilgenommen.

### 1960
- Olympiaqualifikation:
  - 22. November 1959 Schweiz – Frankreich 1:2 (in Luzern)
  - 27. März 1960: Luxemburg – Schweiz 0:0 (in Luxemburg (Stadt))
  - 13. April 1960 Schweiz – Luxemburg 2:2 (in Basel)
  - 1. Mai 1960 Frankreich – Schweiz 1:0 in (Chambéry) (Die Schweiz schied als Gruppenzweiter aus)

### 1964
- Olympiaqualifikation:
- 1. Runde:
  - Schweiz – Spanien 1:0
  - Spanien – Schweiz 6:0

### 1968
- Olympiaqualifikation:
  - 2. Runde:
    - Österreich – Schweiz 4:1
    - Schweiz – Österreich 1:0

### 1972
- Olympiaqualifikation:
  - 1. Runde:
    - 21. April 1971: Schweiz – Dänemark 2:1 (in Vevey)
    - 5. Mai 1971: Dänemark – Schweiz 4:0 (in Kopenhagen)

### 1976
- Nicht teilgenommen

### 1980
- Nicht teilgenommen

### 1984
- Nicht teilgenommen

### 1988
- Olympiaqualifikation:
  - Vorrunde:
    - 10. September 1986 Liechtenstein – Schweiz 0:10 (in Triesen)
    - 23. September 1986 Schweiz – Liechtenstein 9:0 (in St. Gallen)

  - Finalrunde:
    - 8. November 1986 Schweiz – Norwegen 1:0 (in Luzern)
    - 3. Dezember 1986 Türkei – Schweiz 3:2 (in Bursa)
    - 16. April 1987 Schweiz – Bulgarien 1:1 (in Langenthal)
    - 26. August 1987 Norwegen – Schweiz 0:0 (in Tromsø)
    - 7. Oktober 1987 Schweiz – Türkei 2:0 (in Zürich)
    - 28. Oktober 1987 Schweiz – UdSSR 2:4 (in Lausanne)
    - 6. April 1988 Bulgarien – Schweiz 2:0 (in Sofia)
    - 10. Mai 1988 UdSSR – Schweiz 0:0 (in Moskau) (Die Schweiz schied als Gruppendritter aus)

### 1992
- Olympiaqualifikation:
  - 1. Runde:
    - Schweiz – Bulgarien 0:2
    - Schottland – Schweiz 4:2
    - Schweiz – Rumänien 0:2
    - Bulgarien – Schweiz 1:0
    - Schweiz – Schottland 0:3
    - Rumänien – Schweiz 1:3 (Die Schweiz schied als Gruppenletzter aus)

### 1996
- Olympiaqualifikation:
  - 1. Runde der Qualifikation zur U-21-EM:
    - 11. Oktober 1994 Schweiz – Schweden 0:5 (in Solothurn)
    - 15. November 1994 Schweiz – Island 2:1 (in Nyon)
    - 13. Dezember 1995 Türkei – Schweiz 1:1 (in Istanbul)
    - 28. März 1995 Ungarn – Schweiz 1:0 (in Budapest)

  - 25. April 1995 Schweiz – Türkei 0:2 (in Neuchâtel)
    - 15. August 1995 Island – Schweiz 2:4	(in Hafnarfjörður)
    - 5. September 1995 Schweden – Schweiz 1:0 (in Halmstad)
    - 10. Oktober 1995 Schweiz – Ungarn 2:3 (in Wettingen) (Die Schweiz schied als Gruppenvierter aus)

### 2000
- Olympiaqualifikation:
  - 1. Runde der Qualifikation zur U-21-EM:
    - 9. Oktober 1998 Italien – Schweiz 1:0 (in Cremona)
    - 13. Oktober 1998 Schweiz – Dänemark 2:0 (in Solothurn)
    - 30. März 1999 Schweiz – Wales 1:0 (in Winterthur)
    - 10. Juni 1999 Schweiz – Italien 0:0 (in Genf)
    - 18. August 1999 Belarus – Schweiz 1:0 (in Minsk)
    - 3. September 1999 Dänemark – Schweiz 1:3 (in Odense)
    - 7. September 1999 Schweiz – Belarus 2:1 (in Nyon)
    - 8. Oktober 1999 Wales – Schweiz 0:0 (in Newtown) (Die Schweiz schied als zweitschlechtester Gruppenzweiter aus)

### 2004
- Olympiaqualifikation:
  - 1. Runde der Qualifikation zur U-21-EM:
    - 7. September 2002 Schweiz – Georgien 2:0 (in Grenchen)
    - 11. Oktober 2002 Albanien – Schweiz 0:0 (in Tirana)
    - 15. Oktober 2002 Irland – Schweiz 2:3 (in Kilkenny)
    - 2. April 2003 Georgien – Schweiz 0:2 (in Tiflis)
    - 6. Juni 2003 Schweiz – Russland 1:0 (in Freiburg im Üechtland)
    - 10. Juni 2003 Schweiz – Albanien 2:1 (in La Chaux-de-Fonds)
    - 9. September 2003 Russland – Schweiz 1:2 (in Moskau)
    - 10. Oktober 2003 Schweiz – Irland 0:2 (in Neuenburg)

  - Playoffs:
    - 15. November 2003 Schweiz – Tschechien 1:2 (in Basel)
    - 19. November 2003 Tschechien – Schweiz 1:2 n. V. 2:4 i. E. (in Ostrava)

  - U-21-Fußball-Europameisterschaft 2004 in Deutschland:
    - Vorrunde:
      - 28. Mai 2004 Deutschland – Schweiz 2:1 (in Mainz)
      - 30. Mai 2004 Schweiz – Portugal 2:2 (in Mainz)
      - 2. Juni 2004 Schweiz – Schweden 1:3 (in Mannheim) (Die Schweiz schied als Gruppenvierter aus)

### 2008
- Olympiaqualifikation:
  - 1. Runde der Qualifikation für die U-21-EM:
    - 1. September 2006 Moldawien – Schweiz 1:3
    - 6. September 2006 Schweiz – England 2:3 (Die Schweiz schied als Gruppenzweiter aus)

### 2012
- Olympiaqualifikation
  - Qualifikation für die U-21-EM:
    - 5. Juni 2009 Schweiz – Armenien 2:1 (in Wil (SG))
    - 12. August 2009 Schweiz – Estland 0:1 (in Schaffhausen)
    - 4. September 2009 Armenien – Schweiz 1:3 (in Jerewan)
    - 9. Oktober 2009 Estland – Schweiz 1:4 (in Rakvere)
    - 13. Oktober 2009 Irland – Schweiz 1:1 (in Waterford)
    - 14. November 2009 Türkei – Schweiz 1:3 (in Trabzon)
    - 18. November 2009 Schweiz – Georgien 1:0 (in Lugano)
    - 26. Mai 2010 Schweiz – Türkei 0:2
    - 30. Mai 2010 Georgien – Schweiz 0:0
    - 3. September 2010 Schweiz – Irland 1:0

  - Playoffs:
    - 7. Oktober 2010: Schweiz – Schweden 4:1
    - 13. Oktober 2010: Schweden – Schweiz 1:1

  - U-21-Fußball-Europameisterschaft 2011 in Dänemark:
    - Vorrunde:
      - 11. Juni 2011 Dänemark – Schweiz 0:1 (in Aalborg)
      - 14. Juni 2011 Schweiz – Island 2:0 (in Aalborg)
      - 18. Juni 2011 Schweiz – Belarus 3:0 (in Aarhus)

    - K.-o.-Runde:
      - 22. Juni 2011, Halbfinale Schweiz – Tschechien 1:0 n. V. (in Herning) – durch den Finaleinzug ist die Schweiz für das olympische Fußballturnier qualifiziert.
      - 25. Juni 2011, Finale Schweiz – Spanien 0:2 (in Aarhus)
- Olympische Spiele in London:
  - 26. Juli 2012: Gabun – Schweiz 1:1 (in Newcastle, St. James’ Park)
  - 29. Juli 2012: Südkorea – Schweiz 2:1 (in Coventry, City of Coventry Stadium)
  - 1. August 2012: Mexiko – Schweiz 1:0 (in Cardiff, Millennium Stadium)

#### Kader für 2012
Startberechtigt war eine U-23-Mannschaft, in der bis zu drei ältere Spieler mitwirken durften. Hierfür wurden Diego Benaglio, Timm Klose und Xavier Hochstrasser von Pierluigi Tami nominiert. Benaglio hatte als einziges Kadermitglied schon an der WM 2010 teilgenommen. Michel Morganella wurde nach dem Spiel gegen Südkorea von der Schweizer Delegation ausgeschlossen, da er per Twitter Spieler aus Südkorea beleidigt hatte.
| Nr.        | Spieler             | Geburtsdatum | Verein                  | A-Länder- spiele | A-Länder- spieltore | WM-Spiele     | OS-Spiele |     |     |     |     |     |
| Tor        | Tor                 | Tor          | Tor                     | Tor              | Tor                 | Tor           | Tor       | Tor | Tor | Tor | Tor | Tor |
| ---------- | ------------------- | ------------ | ----------------------- | ---------------- | ------------------- | ------------- | --------- | --- | --- | --- | --- | --- |
| 1          | Diego Benaglio      | 08.09.1983   | VfL Wolfsburg           | 43               | 0                   | 3 (2010)      | 3 (2012)  |     |     |     |     |     |
| 18         | Benjamin Siegrist   | 31.01.1992   | Aston Villa             |                  |                     | 7 (U-17 2009) |           |     |     |     |     |     |
| Abwehr     |                     |              |                         |                  |                     |               |           |     |     |     |     |     |
| 5          | François Affolter   | 13.03.1991   | Werder Bremen           | 05               | 0                   |               | 1 (2012)  |     |     |     |     |     |
| 3          | Fabio Daprelà       | 19.02.1991   | Brescia Calcio          |                  |                     |               | 1 (2012)  |     |     |     |     |     |
| 15         | Timm Klose          | 09.05.1988   | 1. FC Nürnberg          | 03               | 0                   |               | 3 (2012)  |     |     |     |     |     |
| 17         | Michel Morganella   | 17.05.1989   | US Palermo              |                  |                     |               | 2 (2012)  |     |     |     |     |     |
| 13         | Ricardo Rodriguez   | 25.08.1992   | VfL Wolfsburg           | 05               | 0                   | 6 (U-17 2009) | 3 (2012)  |     |     |     |     |     |
| 16         | Fabian Schär        | 20.12.1991   | FC Basel                |                  |                     |               | 2 (2012)  |     |     |     |     |     |
| Mittelfeld |                     |              |                         |                  |                     |               |           |     |     |     |     |     |
| 8          | Amir Abrashi        | 27.03.1990   | Grasshopper Club Zürich |                  |                     |               | 3 (2012)  |     |     |     |     |     |
| 4          | Oliver Buff         | 03.08.1992   | FC Zürich               |                  |                     | 6 (U-17 2009) | 1 (2012)  |     |     |     |     |     |
| 9          | Fabian Frei         | 08.01.1989   | FC Basel                | 04               | 0                   |               | 3 (2012)  |     |     |     |     |     |
| 2          | Xavier Hochstrasser | 01.07.1988   | FC Luzern               |                  |                     |               | 2 (2012)  |     |     |     |     |     |
| 10         | Pajtim Kasami       | 02.06.1992   | FC Fulham               |                  |                     | 6 (U-17 2009) | 3 (2012)  |     |     |     |     |     |
| 6          | Alain Wiss          | 21.08.1990   | FC Luzern               | 02               | 0                   |               | 2 (2012)  |     |     |     |     |     |
| Angriff    |                     |              |                         |                  |                     |               |           |     |     |     |     |     |
| 12         | Josip Drmić         | 08.08.1992   | FC Zürich               |                  |                     |               | 2 (2012)  |     |     |     |     |     |
| 7          | Innocent Emeghara   | 29.05.1989   | FC Lorient              | 07               | 0                   |               | 3 (2012)  |     |     |     |     |     |
| 11         | Admir Mehmedi       | 16.03.1991   | Dynamo Kiew             | 10               | 1                   |               | 3 (2012)  |     |     |     |     |     |
| 14         | Steven Zuber        | 17.08.1991   | Grasshopper Club Zürich |                  |                     |               | 3 (2012)  |     |     |     |     |     |

##### Ersatzspieler
| Nr.        | Spieler         | Geburtsdatum | Verein                  | A-Länder- spiele | A-Länder- spieltore | WM-Spiele     |     |     |     |     |     |     |
| Tor        | Tor             | Tor          | Tor                     | Tor              | Tor                 | Tor           | Tor | Tor | Tor | Tor | Tor | Tor |
| ---------- | --------------- | ------------ | ----------------------- | ---------------- | ------------------- | ------------- | --- | --- | --- | --- | --- | --- |
| 22         | Roman Bürki     | 14.11.1990   | Grasshopper Club Zürich |                  |                     |               |     |     |     |     |     |     |
| Abwehr     |                 |              |                         |                  |                     |               |     |     |     |     |     |     |
| 21         | Silvan Widmer   | 05.03.1993   | FC Aarau                |                  |                     |               |     |     |     |     |     |     |
| Mittelfeld |                 |              |                         |                  |                     |               |     |     |     |     |     |     |
| 20         | Vullnet Basha   | 11.07.1990   | FC Sion                 |                  |                     |               |     |     |     |     |     |     |
| Angriff    |                 |              |                         |                  |                     |               |     |     |     |     |     |     |
| 19         | Haris Seferović | 22.02.1992   | AC Florenz              |                  |                     | 6 (U-17 2009) |     |     |     |     |     |     |

### 2016
- Olympiaqualifikation
  - Qualifikation für die U-21-EM:
    - 5. September 2013 Lettland – Schweiz 0:2 (in Jūrmala)
    - 9. September 2013 Liechtenstein – Schweiz 0:6 (in Vaduz)
    - 14. Oktober 2013 Schweiz – Kroatien 0:2 (in Lugano)
    - 14. November 2013 Kroatien – Schweiz 0:2 (in Pula)
    - 18. November 2013 Schweiz – Ukraine 1:2 (in Thun)
    - 5. März 2014 Schweiz – Liechtenstein 5:1 (in Thun)
    - 4. September 2014 Ukraine – Schweiz 2:0 (in Tscherkassy)
    - 8. September 2014 Schweiz – Lettland 7:1 (in Lugano)

Die Schweizer verpassen als Gruppendritte die Endrunde und damit auch die Olympischen Spiele in Rio de Janeiro

### 2021
- Olympiaqualifikation
  - Qualifikation für die U-21-EM:
    - 13. Juni 2017 Schweiz – Bosnien-Herzegowina 1:0 (in Biel/Bienne)
    - 1. September 2017 Schweiz – Wales 0:3 (in Biel/Bienne)
    - 5. September 2017 Rumänien – Schweiz 1:1 (in Ovidiu)
    - 6. Oktober 2017 Schweiz – Rumänien 0:2 (in Lugano)
    - 10. Oktober 2017 Liechtenstein – Schweiz 0:2 (in Vaduz)
    - 14. November 2017 Portugal – Schweiz 2:1 (in Paços de Ferreira)
    - 27. März 2018 Schweiz – Portugal 2:4	(in Neuenburg)
    - 7. September 2018 Bosnien-Herzegowina – Schweiz 3:0 (in Zenica)
    - 7. September 2018 Schweiz – Liechtenstein 3:0 (in Biel/Bienne)
    - 10. Oktober 2018 Wales – Schweiz 3:1 (in Newport)

Die Schweizer verpassen als Gruppenfünfte die Endrunde und damit auch die Olympischen Spiele in Tokio

## Beste Torschützen
1. Max Abegglen 6 Tore (1924)
2. Paul Sturzenegger 5 Tore (1924)

## Trainer
- 1924, 1928: Teddy Duckworth (England)
- 2000: Jakob Kuhn (Qualifikation), Nationaltrainer von 2001 bis 2008
- 2004: Bernard Challandes (Qualifikation)
- 2008: Pierre-André Schürmann (Qualifikation)
- 2012: Pierluigi Tami

## Spieler
- Max Abegglen (1924, 1928)
- Rudolf Ramseyer (1924, 1928)
- Kubilay Türkyılmaz (Qualifikation 1988)
- Hakan Yakin (Qualifikation 2000)
- Diego Benaglio (Qualifikation 2004)
- Mario Eggimann (Qualifikation 2004)
- Daniel Gygax (Qualifikation 2004)
- Philippe Senderos (Qualifikation 2004)
- Marco Streller (Qualifikation 2004)
- Eren Derdiyok (Qualifikation 2012)